# 宮前平
宮前平（みやまえだいら）は、神奈川県川崎市宮前区の町名。現行行政地名は宮前平1丁目から宮前平3丁目で、住居表示未実施区域。面積は0.597km²。

## 地理
宮前区の中部に位置し、矢上川を谷底とした丘陵地に位置する。一帯は多摩田園都市の一部として住宅地となっているほか、宮前区役所などの行政機関も集中して立地している。また、宮前平駅の周辺などに商業施設もみられる。
宮前平の北端から東端にかけては宮崎と、南端では尻手黒川道路を境界として馬絹や小台と、西端では土橋と接する。これらの町域はすべて宮前区であり、宮前平は区境や市境には接していない。

### 面積
面積は以下の通りである。
| 丁目        | 面積（km²） |
| ----------- | ----------- |
| 宮前平1丁目 | 0.178       |
| 宮前平2丁目 | 0.241       |
| 宮前平3丁目 | 0.178       |
| 計          | 0.597       |

### 地価
住宅地の地価は、2025年（令和7年）1月1日の公示地価によれば、宮前平3丁目10番3の地点で43万9000円/m²となっている。

## 歴史
当地には、江戸時代以前は矢上川の谷沿いに湿田があるような土地であった。明治以降、土地改良もなされたが、戦時中は高台が高射砲の基地として軍に接収された。戦後は多摩田園都市としての開発が行われ、さらに宮前区が発足すると、当地に区役所を始めとする施設がつくられていった。

### 沿革
- 明治以前 当地は土橋村と馬絹村の領域となっていた。
- 1889年（明治22年） 土橋村や馬絹村などが合併して宮前村が成立。土橋・馬絹はそれぞれ同村の大字となる。
- 1938年（昭和13年） 宮前村が川崎市に編入される。
- 1940年（昭和15年） 当地を含む、土橋・馬絹などの各一部が軍用地として接収される。
- 1951年（昭和26年） 軍用地が解放され、それらの土地が大字宮崎となる。
- 1966年（昭和41年） 東急田園都市線の溝の口駅～長津田駅間が開通。当地に宮前平駅が設置される。
- 1972年（昭和47年） 土地区画整理により、宮崎の一部をもって宮前平一丁目～三丁目が成立[8]。川崎市が政令指定都市に移行し、当地は高津区となる。
- 1979年（昭和54年） 当地が地価上昇率日本一を記録する[9]。
- 1982年（昭和57年） 高津区から宮前区が分区。当地は宮前区宮前平一丁目～三丁目となる。
- 1985年（昭和60年） 宮前消防署が設置される[10]。
- 1986年（昭和61年） 宮前警察署が設置される[11]。

### 地名の由来
域内に設置された宮前平駅に由来する。駅名自体は、川崎市との合併前に当地に存在した宮前（みやさき）村の文字に、国鉄の同名駅との区別のために「平」を付けたとされる。

## 世帯数と人口
2025年（令和7年）6月30日現在（川崎市発表）の世帯数と人口は以下の通りである。
| 丁目        | 世帯数    | 人口     |
| ----------- | --------- | -------- |
| 宮前平1丁目 | 1,848世帯 | 3,160人  |
| 宮前平2丁目 | 2,072世帯 | 4,908人  |
| 宮前平3丁目 | 2,528世帯 | 5,872人  |
| 計          | 6,448世帯 | 13,940人 |

### 人口の変遷
国勢調査による人口の推移。
| 年                 | 人口   |
| ------------------ | ------ |
| 1995年（平成7年）  | 10,552 |
| 2000年（平成12年） | 11,049 |
| 2005年（平成17年） | 10,493 |
| 2010年（平成22年） | 10,860 |
| 2015年（平成27年） | 10,800 |
| 2020年（令和2年）  | 13,523 |

### 世帯数の変遷
国勢調査による世帯数の推移。
| 年                 | 世帯数 |
| ------------------ | ------ |
| 1995年（平成7年）  | 4,421  |
| 2000年（平成12年） | 4,891  |
| 2005年（平成17年） | 4,580  |
| 2010年（平成22年） | 4,933  |
| 2015年（平成27年） | 4,772  |
| 2020年（令和2年）  | 5,844  |

## 学区
市立小・中学校に通う場合、学区は以下の通りとなる（2022年4月時点）。
| 丁目        | 番・番地等 | 小学校                 | 中学校               |
| ----------- | ---------- | ---------------------- | -------------------- |
| 宮前平1丁目 | 全域       | 川崎市立宮前平小学校   | 川崎市立宮前平中学校 |
| 宮前平2丁目 | 全域       | 川崎市立富士見台小学校 | 川崎市立宮前平中学校 |
| 宮前平3丁目 | 全域       | 川崎市立宮前平小学校   | 川崎市立宮前平中学校 |

## 事業所
2021年（令和3年）現在の経済センサス調査による事業所数と従業員数は以下の通りである。
| 丁目        | 事業所数  | 従業員数 |
| ----------- | --------- | -------- |
| 宮前平1丁目 | 92事業所  | 939人    |
| 宮前平2丁目 | 81事業所  | 1,813人  |
| 宮前平3丁目 | 46事業所  | 497人    |
| 計          | 219事業所 | 3,249人  |

### 事業者数の変遷
経済センサスによる事業所数の推移。
| 年                 | 事業者数 |
| ------------------ | -------- |
| 2016年（平成28年） | 192      |
| 2021年（令和3年）  | 219      |

### 従業員数の変遷
経済センサスによる従業員数の推移。
| 年                 | 従業員数 |
| ------------------ | -------- |
| 2016年（平成28年） | 2,067    |
| 2021年（令和3年）  | 3,249    |

## 交通

### 鉄道

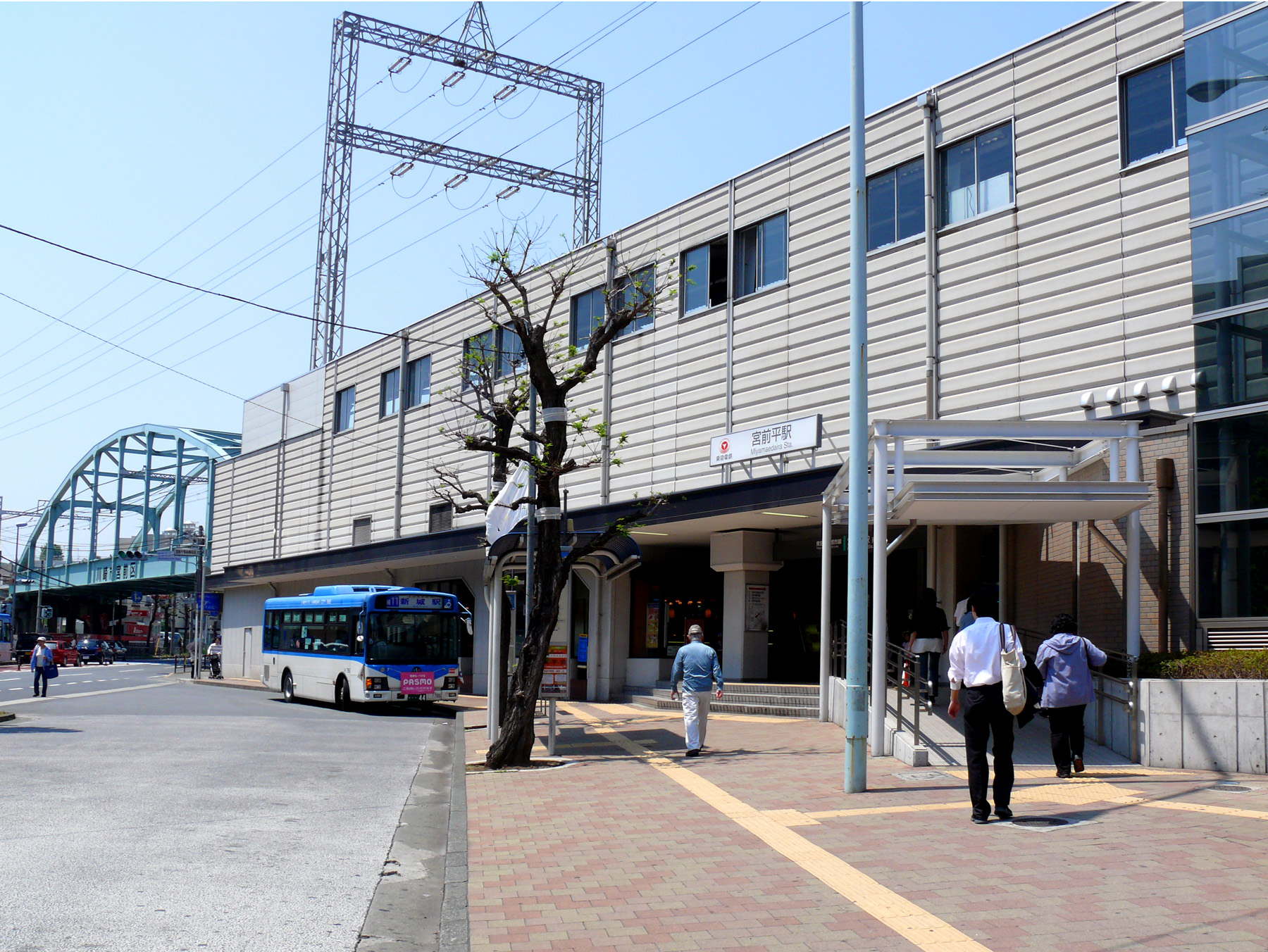
東急田園都市線 宮前平駅

東急田園都市線
域内を通過し、宮前平駅が所在する。また、域外ではあるが宮崎台駅も至近に所在し、こちらも利用可能である。
武蔵野南線
域内を地下トンネルで通過しているが、同線は基本的に貨物線であり、また域内に同線を利用可能な駅設備も存在しない。
川崎縦貫高速鉄道
尻手黒川道路の地下に鉄道を通す計画があり、東急田園都市線との交点に宮前平駅が設置される計画である。
2018年3月、川崎市総合都市交通計画の中間見直しにおいて、本計画の廃止が正式に決定した。

### バス
東急バスと川崎市交通局により、宮前平駅から溝口駅、生田駅、新城駅など各方面へバスが運行され、一部は宮前区役所にも向かっている。

### 道路
- 尻手黒川道路 - 東名川崎インターチェンジや川崎市の臨海部を結んでいる。

## 施設

### 行政施設

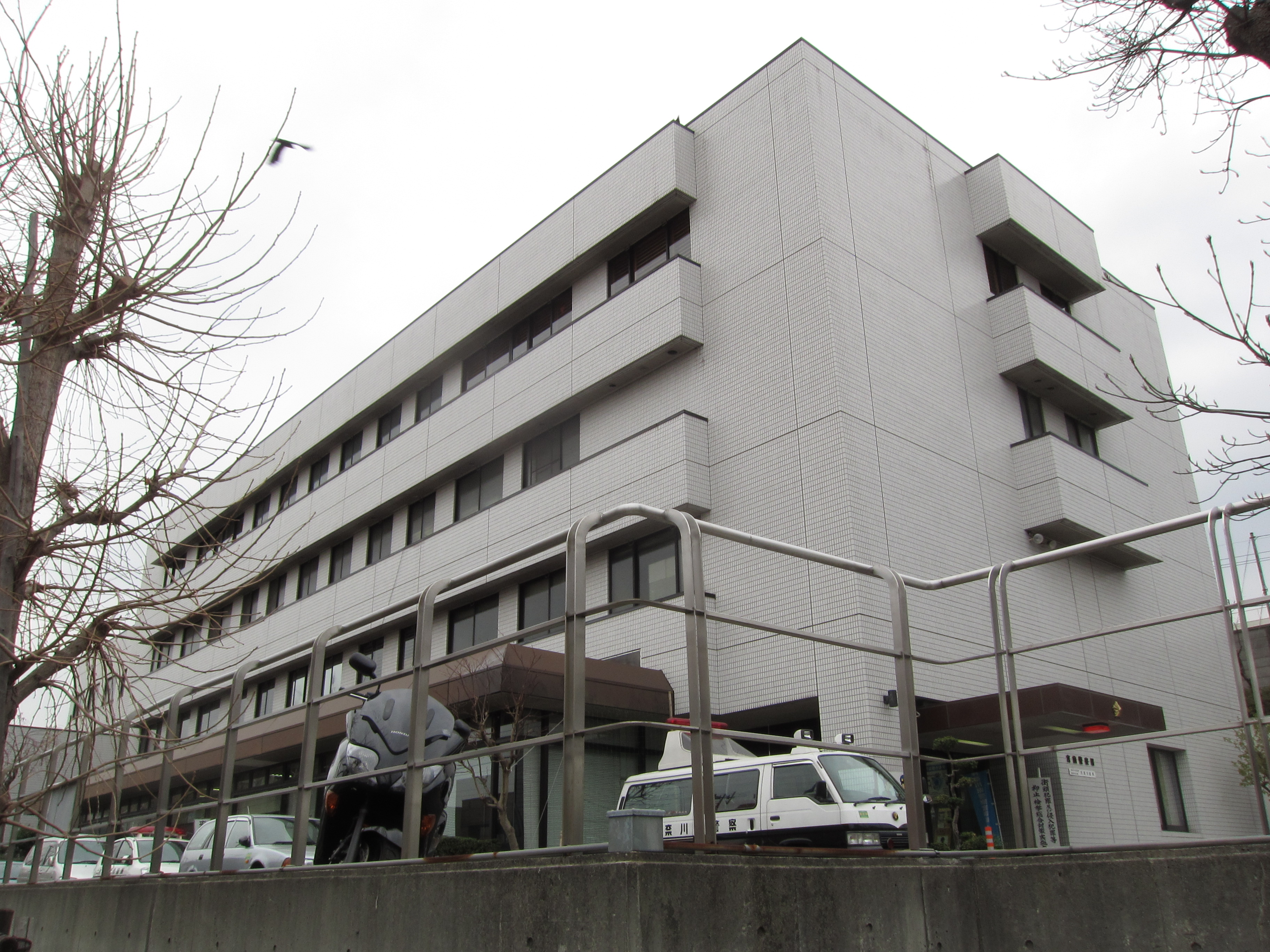
宮前警察署

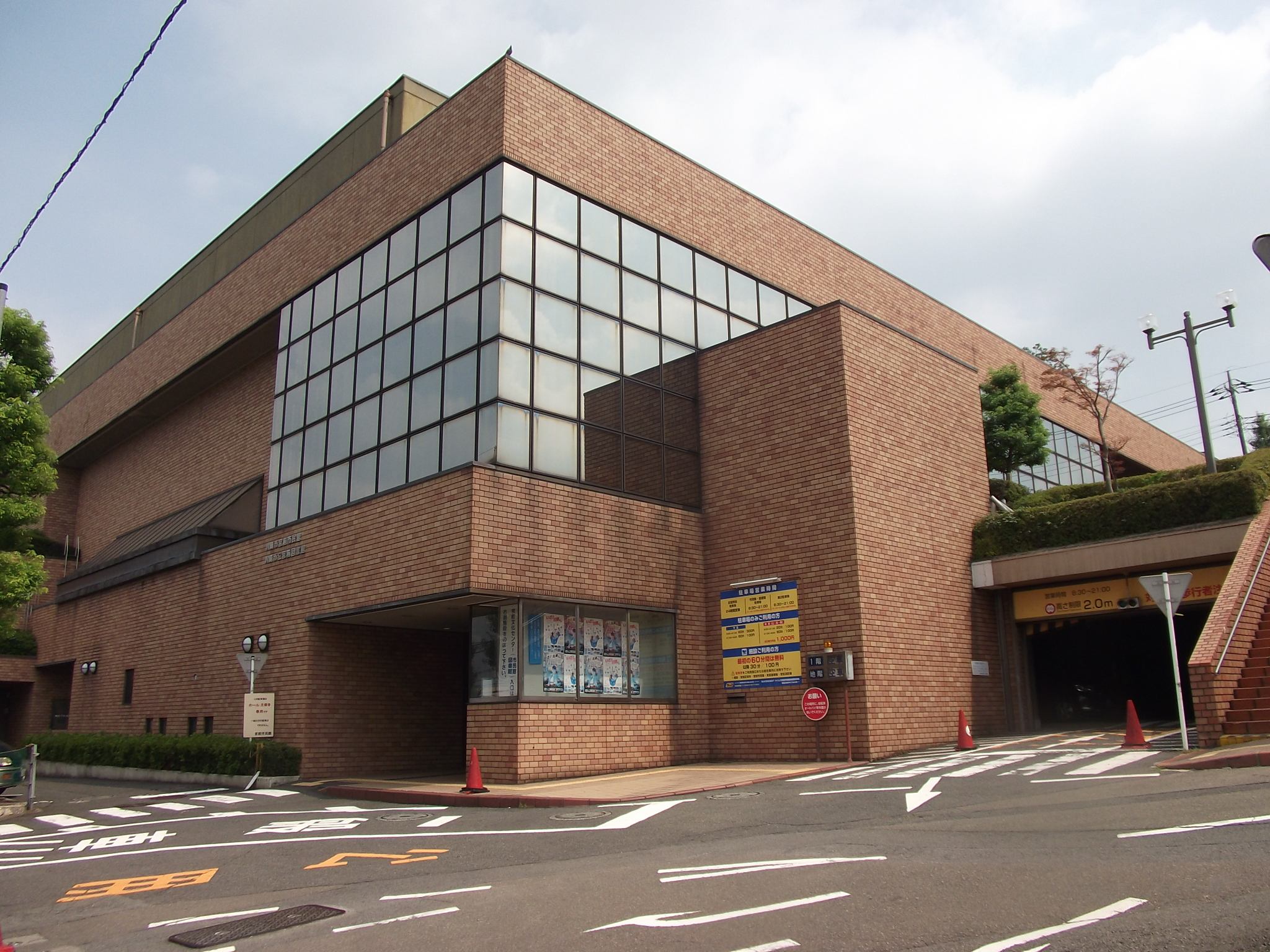
宮前文化センター

- 宮前区役所
  - 宮前保健所
- 神奈川県警察宮前警察署
- 川崎市消防局宮前消防署
- 宮前文化センター
  - 宮前市民館
  - 宮前図書館

### 金融機関
- 城南信用金庫宮前平支店
- 川崎信用金庫宮前平支店
- 川崎宮前平郵便局

### 教育機関
- 川崎市立富士見台小学校
- 川崎市立宮前平小学校
- 川崎市立宮前平中学校

## その他

### 日本郵便
- 郵便番号 : 216-0006[3]（集配局 : 宮前郵便局[22]）

### 警察
町内の警察の管轄区域は以下の通りである。
| 丁目        | 番・番地等 | 警察署     | 交番・駐在所   |
| ----------- | ---------- | ---------- | -------------- |
| 宮前平1丁目 | 全域       | 宮前警察署 | 宮前平駅前交番 |
| 宮前平2丁目 | 全域       | 宮前警察署 | 宮前平駅前交番 |
| 宮前平3丁目 | 全域       | 宮前警察署 | 宮前平駅前交番 |